# Aradus parshleyi
Aradus parshleyi är en insektsart som beskrevs av Van Duzee 1920. Aradus parshleyi ingår i släktet Aradus och familjen barkskinnbaggar. Inga underarter finns listade i Catalogue of Life.